# Oreste Puliti
Oreste Puliti (Liorna, Toscana, 18 de febrer de 1891 - Lucca, 5 de febrer de 1958) va ser un tirador d'esgrima italià que va competir a començament del segle xx.
El 1920 va prendre part en els Jocs Olímpics d'Anvers, on va disputar quatre proves del programa d'esgrima. Guanyà la medalla d'or en les competicions de floret i sabre per equips, mentre en la de sabre individual fou quart i en la de floret individual setè.
Quatre anys més tard, als Jocs de París, va disputar tres proves del programa d'esgrima. Guanyà la medalla d'or en la prova de sabre per equips, mentre en la de floret per equips fou quart i en la de sabre individual fou desqualificat.
La seva tercera i darrera participació en uns Jocs fou el 1928 a Amsterdam, on va disputar tres proves del programa d'esgrima. Guanyà la medalla d'or en la prova de floret per equips i la de plata en sabre per equips, mentre en la de floret individual fou quart.